# Piaff
Piaff – chód konia stosowany w wyższych konkursach ujeżdżeniowych klasy Grand Prix, a także w jeździectwie klasycznym. Koń wykonujący piaff kłusuje w miejscu w dużym zebraniu, wysoko unosząc przednie kończyny. W piaffie, inaczej niż w pozostałych odmianach kłusa, nie ma momentu "zawieszenia". Pierwsza para nóg (po skosie) dotyka ziemi, zanim druga para zacznie się unosić.

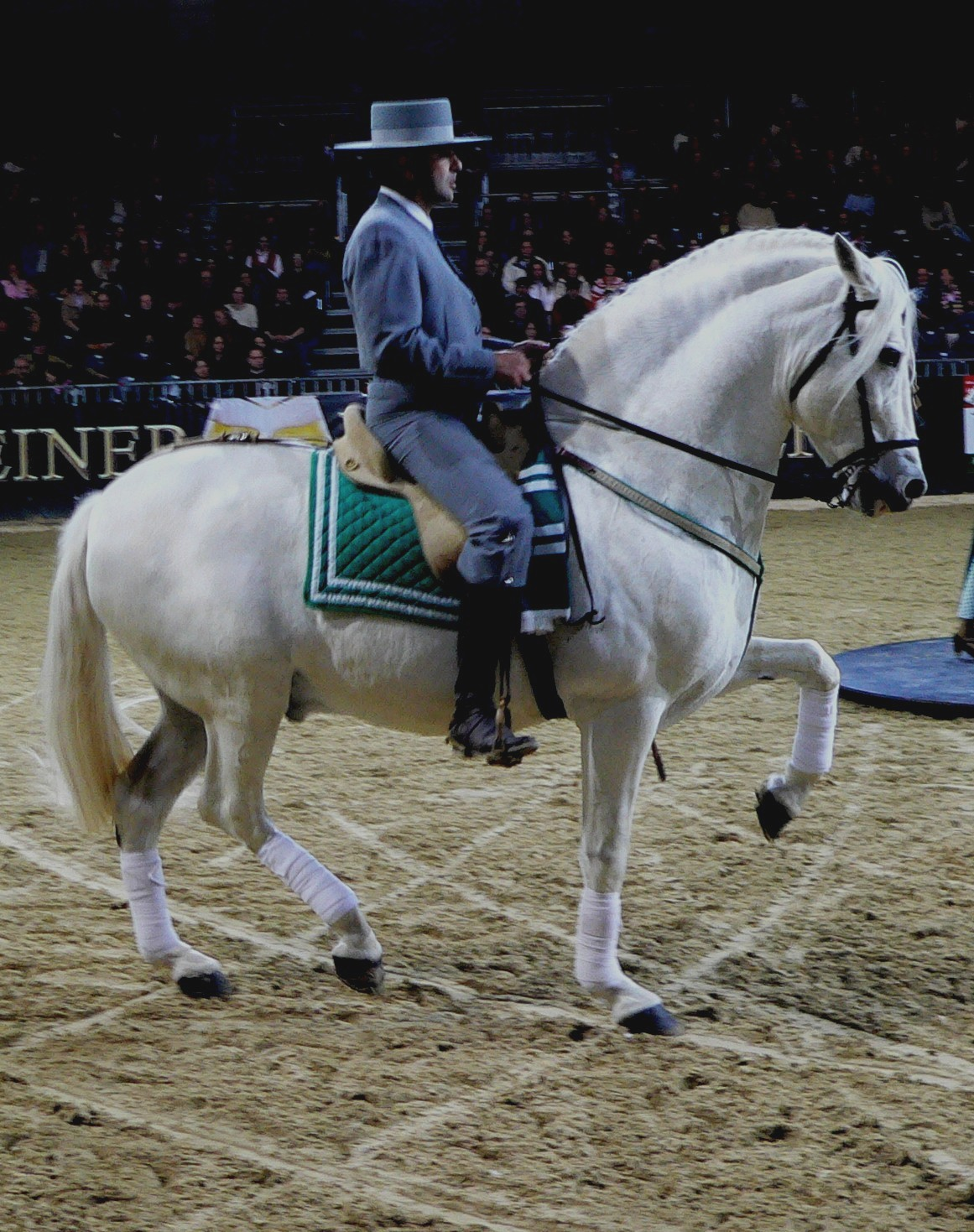
Piaff w wykonaniu konia andaluzyjskiego

Chód tego typu był pierwotnie wykorzystywany podczas bitwy, aby utrzymać konia w ruchu, skupionego i w pogotowiu przed natarciem bitewnym.

Podczas konkursów ujeżdżeniowych, piaff zwykle wykorzystywany jest po pasażu (sam piaff można określić jako pasaż w miejscu). Aby tak wytrenować konia, potrzeba wiele lat pracy.